# Campeonato Mundial de Halterofilismo de 1972
O 46º Campeonato Mundial de Halterofilismo foi realizado em Munique, Alemanha Ocidental, de 27 de agosto a 6 de setembro de 1972. Havia 188 homens de 54 nações competindo. Os eventos de levantamento de peso de 1972 foram realizados no Gewichtheberhalle, ou Salão (Hall) do Levantamento de Peso, em Munique. Tecnicamente, era o Hall 7 do Messegelände (en:Messe München), no Parque Olímpico de Munique (en:Olympiapark (Munich)). O levantamento de peso foi o único esporte disputado no Hall 7.
Este torneio fez parte dos Jogos Olímpicos de Verão de 1972, mas também contou como Campeonato Mundial de Halterofilismo. Apenas as medalhas no total foram contadas para os Jogos Olímpicos, enquanto as medalhas do arranque e do arremesso também foram contadas para os campeonatos mundiais de halterofilismo.

## Quadro de resultados
| Event                   | Ouro               | Ouro        | Prata                | Prata    | Bronze             | Bronze   |
| 52 kg                   | 52 kg              | 52 kg       | 52 kg                | 52 kg    | 52 kg              | 52 kg    |
| ----------------------- | ------------------ | ----------- | -------------------- | -------- | ------------------ | -------- |
| Desenvolvimento militar | Zygmunt Smalcerz   | 112,5 kg    | Sándor Holczreiter   | 112,5 kg | Lajos Szűcs        | 107,5 kg |
| Arranque                | Aung Gyi           | 105,0 kg RM | Zygmunt Smalcerz     | 100,0 kg | Tetsuhide Sasaki   | 97,5 kg  |
| Arremesso               | Pak Dong-geun      | 130,0 kg    | Lajos Szűcs          | 127,5 kg | Zygmunt Smalcerz   | 125,0 kg |
| Total                   | Zygmunt Smalcerz   | 337,5 kg    | Lajos Szűcs          | 330,0 kg | Sándor Holczreiter | 327,5 kg |
| 56 kg                   |                    |             |                      |          |                    |          |
| Desenvolvimento militar | Imre Földi         | 127,5 kg    | Mohammad Nassiri     | 127,5 kg | Henryk Trębicki    | 122,5 kg |
| Arranque                | Koji Miki          | 112,5 kg    | Gennady Chetin       | 107,5 kg | Henryk Trębicki    | 107,5 kg |
| Arremesso               | Imre Földi         | 142,5 kg    | Mohammad Nassiri     | 142,5 kg | Gennady Chetin     | 140,0 kg |
| Total                   | Imre Földi         | 377,5 kg RM | Mohammad Nassiri     | 370,0 kg | Gennady Chetin     | 367,5 kg |
| 60 kg                   |                    |             |                      |          |                    |          |
| Desenvolvimento militar | Ymer Pampuri       | 127,5 kg    | Dito Shanidze        | 127,5 kg | Norair Nurikyan    | 127,5 kg |
| Arranque                | Jan Wojnowski      | 120,0 kg    | Yoshinobu Miyake     | 120,0 kg | Dito Shanidze      | 120,0 kg |
| Arremesso               | Norair Nurikyan    | 157,5 kg RM | Dito Shanidze        | 152,5 kg | Yoshinobu Miyake   | 145,0 kg |
| Total                   | Norair Nurikyan    | 402,5 kg    | Dito Shanidze        | 400,0 kg | János Benedek      | 390,0 kg |
| 67,5 kg                 |                    |             |                      |          |                    |          |
| Desenvolvimento militar | Mladen Kuchev      | 157,5 kg RM | Nasrollah Dehnavi    | 150,0 kg | Mukharby Kirzhinov | 147,5 kg |
| Arranque                | Mukharby Kirzhinov | 135,0 kg    | Waldemar Baszanowski | 130,0 kg | Won Shin-hee       | 130,0 kg |
| Arremesso               | Mukharby Kirzhinov | 177,5 kg RM | Mladen Kuchev        | 167,5 kg | Zbigniew Kaczmarek | 167,5 kg |
| Total                   | Mukharby Kirzhinov | 460,0 kg RM | Mladen Kuchev        | 450,0 kg | Zbigniew Kaczmarek | 437,5 kg |
| 75 kg                   |                    |             |                      |          |                    |          |
| Desenvolvimento militar | Vladimir Kanygin   | 165,0 kg    | Mohamed Tarabulsi    | 160,0 kg | Yordan Bikov       | 160,0 kg |
| Arranque                | Ondrej Hekel       | 142,5 kg    | Aimé Terme           | 142,5 kg | Mohamed Tarabulsi  | 140,0 kg |
| Arremesso               | Yordan Bikov       | 185,0 kg    | Gábor Szarvas        | 175,0 kg | Anselmo Silvino    | 175,0 kg |
| Total                   | Yordan Bikov       | 485,0 kg RM | Mohamed Tarabulsi    | 472,5 kg | Anselmo Silvino    | 470,0 kg |
| 82,5 kg                 |                    |             |                      |          |                    |          |
| Desenvolvimento militar | Leif Jenssen       | 172,5 kg    | Christos Iakovou     | 170,0 kg | Rolf Milser        | 160,0 kg |
| Arranque                | Leif Jenssen       | 150,0 kg    | Bernhard Radtke      | 145,0 kg | Mike Karchut       | 145,0 kg |
| Arremesso               | György Horváth     | 192,5 kg    | Norbert Ozimek       | 187,5 kg | Leif Jenssen       | 185,0 kg |
| Total                   | Leif Jenssen       | 507,5 kg    | Norbert Ozimek       | 497,5 kg | György Horváth     | 495,0 kg |
| 90 kg                   |                    |             |                      |          |                    |          |
| Desenvolvimento militar | David Rigert       | 187,5 kg    | Hans Bettembourg     | 182,5 kg | Andon Nikolov      | 180,0 kg |
| Arranque                | Andon Nikolov      | 155,0 kg    | Jaakko Kailajärvi    | 150,0 kg | Pierre Gourrier    | 147,5 kg |
| Arremesso               | Rick Holbrook      | 197,5 kg    | Phil Grippaldi       | 195,0 kg | Atanas Shopov      | 192,5 kg |
| Total                   | Andon Nikolov      | 525,0 kg    | Atanas Shopov        | 517,5 kg | Hans Bettembourg   | 512,5 kg |
| 110 kg                  |                    |             |                      |          |                    |          |
| Desenvolvimento militar | Jaan Talts         | 210,0 kg    | Aleksandar Kraychev  | 197,5 kg | Roberto Vezzani    | 192,5 kg |
| Arranque                | Rainer Dörrzapf    | 165,0 kg    | Kauko Kangasniemi    | 165,0 kg | Jaan Talts         | 165,0 kg |
| Arremesso               | Stefan Grützner    | 207,5 kg    | Helmut Losch         | 205,0 kg | Jaan Talts         | 205,0 kg |
| Total                   | Jaan Talts         | 580,0 kg    | Aleksandar Kraychev  | 562,5 kg | Stefan Grützner    | 555,0 kg |
| +110 kg                 |                    |             |                      |          |                    |          |
| Desenvolvimento militar | Vassili Alekseiev  | 235,0 kg    | Rudolf Mang          | 225,0 kg | Ken Patera         | 212,5 kg |
| Arranque                | Vassili Alekseiev  | 175,0 kg    | Rudolf Mang          | 170,0 kg | Kalevi Lahdenranta | 165,0 kg |
| Arremesso               | Vassili Alekseiev  | 230,0 kg    | Gerd Bonk            | 217,5 kg | Rudolf Mang        | 215,0 kg |
| Total                   | Vassili Alekseiev  | 640,0 kg    | Rudolf Mang          | 610,0 kg | Gerd Bonk          | 572,5 kg |

↑ RM — RECORDE MUNDIAL

## Quadro de medalhas
Quadro de medalhas no total combinado
| Ordem | País               | Medalha de ouro | Medalha de prata | Medalha de bronze | Total |
| ----- | ------------------ | --------------- | ---------------- | ----------------- | ----- |
| 1     | Bulgária           | 3               | 3                | 0                 | 6     |
| 2     | União Soviética    | 3               | 1                | 1                 | 5     |
| 3     | Hungria            | 1               | 1                | 3                 | 5     |
| 4     | Polónia            | 1               | 1                | 1                 | 3     |
| 5     | Noruega            | 1               | 0                | 0                 | 1     |
| 6     | Irão               | 0               | 1                | 0                 | 1     |
| 6     | Líbano             | 0               | 1                | 0                 | 1     |
| 6     | Alemanha Ocidental | 0               | 1                | 0                 | 1     |
| 9     | Alemanha Oriental  | 0               | 0                | 2                 | 2     |
| 10    | Itália             | 0               | 0                | 1                 | 1     |
| 10    | Suécia             | 0               | 0                | 1                 | 1     |
| Total | Total              | 9               | 9                | 9                 | 27    |

Quadro de medalhas nos levantamentos + total combinado
| Ordem | País               | Medalha de ouro | Medalha de prata | Medalha de bronze | Total |
| ----- | ------------------ | --------------- | ---------------- | ----------------- | ----- |
| 1     | União Soviética    | 11              | 4                | 6                 | 21    |
| 2     | Bulgária           | 7               | 5                | 4                 | 16    |
| 3     | Hungria            | 4               | 4                | 4                 | 12    |
| 4     | Polónia            | 3               | 4                | 5                 | 12    |
| 5     | Noruega            | 3               | 0                | 1                 | 4     |
| 6     | Alemanha Oriental  | 1               | 3                | 2                 | 6     |
| 6     | Alemanha Ocidental | 1               | 3                | 2                 | 6     |
| 8     | Estados Unidos     | 1               | 1                | 2                 | 4     |
| 8     | Japão              | 1               | 1                | 2                 | 4     |
| 10    | Albânia            | 1               | 0                | 0                 | 1     |
| 10    | Burma              | 1               | 0                | 0                 | 1     |
| 10    | Coreia do Norte    | 1               | 0                | 0                 | 1     |
| 10    | Tchecoslováquia    | 1               | 0                | 0                 | 1     |
| 14    | Irão               | 0               | 4                | 0                 | 4     |
| 15    | Líbano             | 0               | 2                | 1                 | 3     |
| 15    | Finlândia          | 0               | 2                | 1                 | 3     |
| 17    | França             | 0               | 1                | 1                 | 2     |
| 17    | Suécia             | 0               | 1                | 1                 | 2     |
| 19    | Grécia             | 0               | 1                | 0                 | 1     |
| 20    | Itália             | 0               | 0                | 3                 | 3     |
| 21    | Coreia do Sul      | 0               | 0                | 1                 | 1     |
| Total | Total              | 36              | 36               | 36                | 108   |